# Hamre, Osterøy kommun
Hamre är en tätort och kyrkby i Osterøy kommun i Vestland fylke i västra Norge. Orten ligger vid fylkesväg 5425 på den västra delen av ön Osterøy. Här finns Hamre kyrka
Orten utgjorde tidigare centralort i dåvarande Hamre kommun i Hordaland fylke.